# Adriana Krúpová
Adriana Krúpová (ur. 16 listopada 1962 w Koszycach) – słowacka aktorka i autorka dramatów. Jest związana z Państwowym Teatrem w Koszycach.
Ukończyła studia aktorskie w Wyższej Szkole Sztuk Scenicznych w Bratysławie.
W 1998 roku napisała sztukę teatralną Posledná Amazonka, która została wystawiona w Państwowym Teatrze w Koszycach i Teatrze Jonáša Záborskiego. W 2009 r. w teatrze w Koszycach zaprezentowano jej komedię Zoznamka, wystawianą także za granicą.
Na swoim koncie ma szereg nagród RTS i Funduszu Literackiego
Jej dorobek obejmuje także szereg sztuk radiowych, m.in.: Hra pre dvoch, Heda, Cecilka na nedeľu, Naďa, Anketa, Chlapec od vedľa, Monika, Dedičstvo